# John Connolly (Politiker)

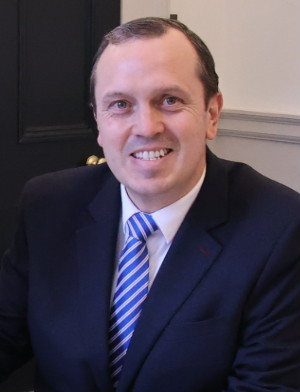
John Connolly (2024)

John Connolly (* 1978/1979) ist ein irischer Politiker der Fianna Fáil und gehört seit 2024 dem Dáil Éireann, dem Unterhaus des irischen Parlaments, an.

## Leben
Vor seiner Karriere in der Politik war Connolly Schulleiter. 2004 wurde er in den Galway County Council gewählt. Seinen Sitz verlor er bei den Kommunalwahlen 2009. Erst 2019 und dann nachfolgend im Juni 2024 wurde er wieder in den Galway County Council gewählt. Bei den Wahlen zum Dáil Éireann 2016 trat er im Wahlkreis Galway West als Kandidat der Fianna Fáil an, erreichte jedoch nicht genügend Stimmen. Der Einzug ins irische Unterhaus erfolgte dann aber bei der Wahl 2024.

## Privates
Connolly ist Bernadette Connolly verheiratet, mit der er drei Kinder hat.